# Міждуріч'є (Біляєвський район)
Міждурі́ч'є (рос. Междуречье) — село у складі Біляєвського району Оренбурзької області, Росія.

## Населення
Населення — 424 особи (2010; 508 у 2002).
Національний склад (станом на 2002 рік):
- казахи — 43 %
- росіяни — 34 %